# Antoni Łyko
Antoni Andrzej Łyko (* 27. Mai 1907 in Krakau, Österreich-Ungarn; † 3. Juni 1941 im KZ Auschwitz-Birkenau) war ein polnischer Fußballspieler.

## Leben
Antoni Łyko spielte als Stürmer, zunächst bei Rakowiczanka, dann von 1930 bis 1939 bei Wisła Kraków. Für den Verein bestritt er 108 Spiele und schoss 30 Tore. 1937 wurde er in die polnische Fußballnationalmannschaft berufen. Für diese spielte er zwei Länderspiele gegen Lettland. Er war für die WM 1938 nominiert, reiste aber nicht nach Straßburg.
Nach dem Überfall auf Polen 1939 durch Nazi-Deutschland wurde er von der Gestapo verhaftet und ins Konzentrationslager Auschwitz-Birkenau deportiert, wo er am 3. Juni 1941 per Erschießung hingerichtet wurde.